# Juan de Ortega (bispo de Almeria)
Juan de Ortega foi um prelado católico que serviu como o primeiro bispo de Almeria (1492–1515).
No dia 21 de maio de 1492, foi escolhido pelo Rei da Espanha e confirmado pelo Papa Inocêncio VIII como Bispo de Almeria. Serviu como Bispo de Almeria até à sua morte em 1515.